# Luigi Basiletti

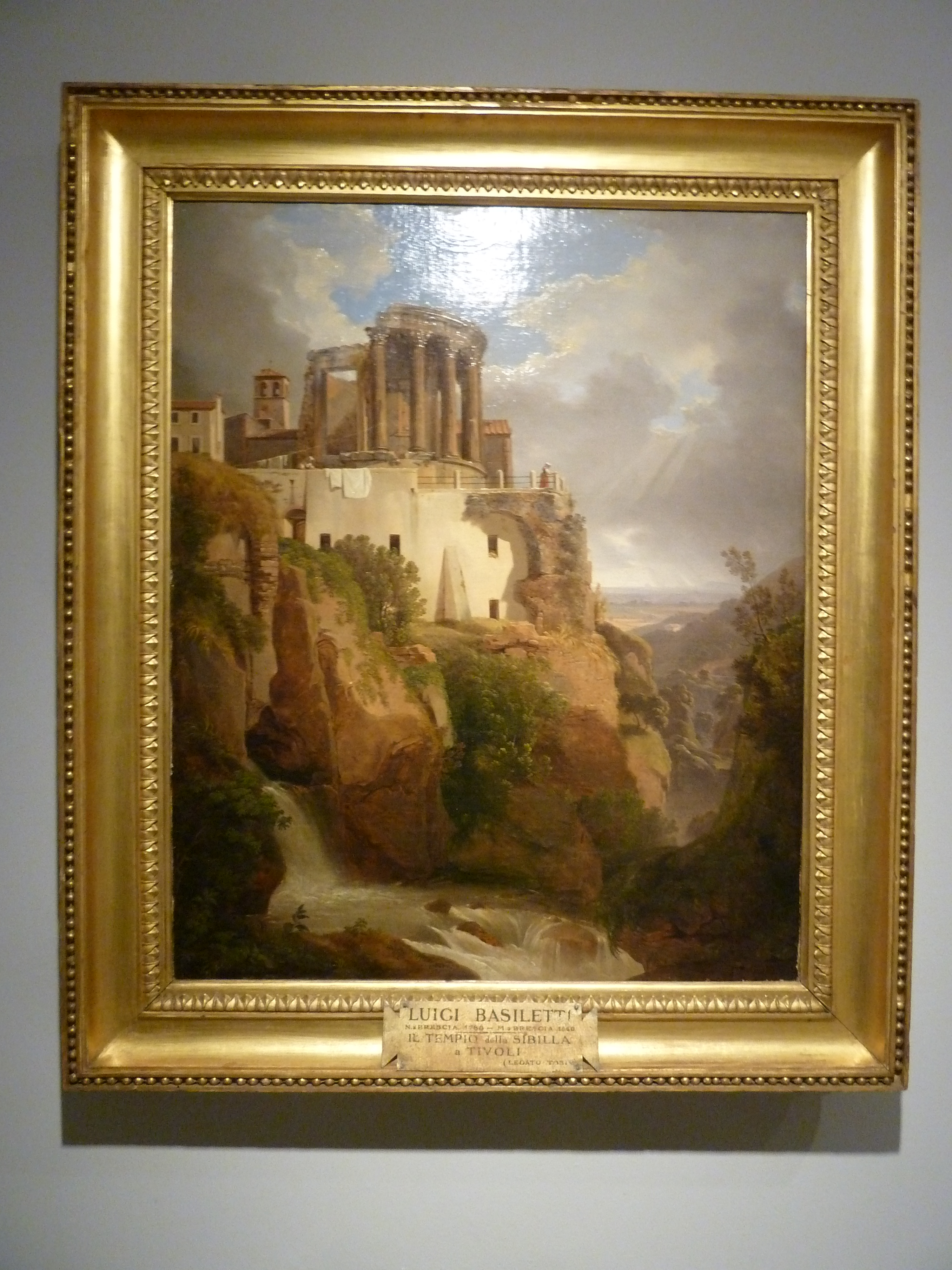
Luigi Basiletti, El templo de la sibilla en Tívoli

Luigi Basiletti (Brescia, 18 de abril de 1780-Brescia, 25 de enero de 1859) fue un pintor, grabador, arquitecto y arqueólogo italiano.

## Biografía
Nació en Brescia. Fue alumno de Sante Cattaneo, luego se trasladó a Bolonia y en 1806 a Roma. Pintó temas sagrados, mitología y paisajes.
Pintó una cascada en Tívoli para la Academia de Brera en Milán. También está representado por una Niobe y los paisajes Lago d'Iseo, Tempio di Sibilla y Pozzuoli en la Galleria Tosio Martinengo de Brescia. Entre otras obras se encuentra un ángel de la guarda para el Duomo Vecchio de Brescia. Pintó el Ferimento di Baiardo (1828), actualmente en el Ateneo de Brescia. Pintó frescos para las salas del Ateneo y del Palacio Martinengo.
Contribuyó a la decoración arquitectónica de la cúpula de Luigi Cagnola para el Duomo Nuovo de Brescia (1820) y con el arquitecto Vita un diseño para el Mercato del Grano (1820-1823). Diseñó la escalera de entrada a la iglesia parroquial de Gussago. En 1823 formó parte de una comisión arqueológica establecida en Brescia. Fue socio del Ateneo de Brescia (1810) y censor (1816-1844) y fue admitido como asociado de la Academia de Brera (1828).